# ونکوبجا
ونکوبجا (به لاتین: Vanakubja) یک روستا در استونی است که در دهستان موستیالا واقع شده‌است.